# Sovetskoe (Oblast' di Belgorod)
Sovetskoe (in russo Советское?), fino al 1958 Šeljakino (in russo Шелякино?), è un villaggio (selo) della Russia europea, situato nell'Oblast' di Belgorod. 